# Lille korsnæb
Lille korsnæb (Loxia curvirostra) er en fugl i familien finker, der er udbredt i nåleskovene i Europa, Asien og Nordamerika. Arten kan med sit specielle næb åbne koglerne og derved komme til frøene. I Danmark findes den både som ynglefugl og trækgæst nordfra, men antallet veksler meget fra år til år.

## Udseende og stemme
Lille korsnæb er en 16,5 centimeter stor spurvefugl, der bedst kendes på sin stemme og det specielle næb, hvor spidserne af overnæb og undernæb krydser hinanden. Hannen er rød på kroppen med brune vinger. Hunner er grågrønne eller gulgrønne, og ungfuglene ligner hunnerne, men er stribede.
Arten kan være svær at skelne fra stor korsnæb, og kendes bedst på næbbets proportioner. Hoved og næb hos stor korsnæb er større og mere papegøjeagtigt, idet højden af næbbet svarer til undernæbbets længde. Næbbet hos lille korsnæb er derimod forholdsvist længere.
Stemmen kan ofte være et bedre kendetegn end fjerdragten. Fra både siddende og flyvende fugle af lille korsnæb høres et metallisk, vidtlydende kib-kib eller kyb-kyb. Fra især siddende fugle af stor korsnæb høres derimod et dybere, nasalt døb-døb. Fra flyvende fugle af stor korsnæb høres desuden et kyb-kyb, der minder om kaldet hos lille korsnæb.

## Forekomst
Lille korsnæb er den mest udbredte af korsnæbbene og findes over et stort område på den nordlige halvkugle. I Europa findes arten med spredte bestande i næsten alle lande, ligesom den findes i dele af Nordafrika og i store dele af Asien og Nordamerika.
I Danmark begyndte lille korsnæb første gang at yngle i midten af 1800-tallet, da hede og klitter blev beplantet med nåletræer. Nu ses den yngle over det meste af landet, men antallet er meget afhængig af frøsætningen hos gran. Den er kendt for i nogle år at optræde invasionsagtigt. I 2000 vurderedes antallet af ynglepar at være omkring 2000.
Det er også en almindelig trækgæst nordfra hele året, men især i oktober måned.

### Underarter
Arten deles i mange underarter. Nogle af de henved tyve underarter kan skelnes på deres stemmer eller har bestemte præferencer i deres fødevalg. Muligvis bør nogle af underarterne opfattes som selvstændige arter. I Danmark forekommer kun nominatformen Loxia curvirostra curvirostra.

## Føde
Lille korsnæb lever især af frø fra gran, men kan også tage frø fra mindre fyrrekogler eller f.eks. rønnebærrenes sten.
Grankoglerne bearbejdes på stedet, mens de små kogler fra bjergfyr transporteres til et egnet sted, ofte på jorden, for bearbejdning.

## Yngleforhold
Arten lever parvis i territorier og yngletiden kan begynde allerede i december, men som regel lægges de tre eller fire æg i februar eller marts. Reden placeres oftest højt i en gran eller fyr. Æggene udruges af hunnen på omkring to uger og ungerne forlader reden efter cirka 17 dage. De mades herefter i yderligere mindst tre uger.